# Yuhua Hamasaki
Yuhua Hamasaki es el nombre artístico de Yuhua Ou, una drag queen, cantante, actriz y personalidad de telerrealidad estadounidense nacida en China que saltó a la fama internacional en la décima temporada de RuPaul's Drag Race.

## Primeros años de vida
Ou nació el 1 de marzo de 1990,  en Guangzhou. Se mudó a Chinatown, Manhattan en la ciudad de Nueva York cuando tenían siete años y comenzó a hacer drag en la escena club kid bajo el nombre de Yuhua. Más tarde agregó Hamasaki después del idol japonés Ayumi Hamasaki. Ou tiene un título en administración de empresas de la Universidad Pace.

## Carrera
Antes de Drag Race, Hamasaki fue una de las varias drag queens que aparecieron en la interpretación de "Swish Swish" de Katy Perry en Saturday Night Live en mayo de 2017. También diseñó atuendos para otras exalumnas de Drag Race antes de su aparición en el programa, incluidas Aquaria, Bob the Drag Queen, Peppermint, Aja, Jiggly Caliente, Alexis Michelle y Monét X Change. Ha ganado varios títulos de certámenes, incluidos Miss Fire Island, Miss Fire Island All Stars, Miss Stonewall y Miss Asia NYC.
Hamasaki fue anunciada como una de las catorce concursantes de la décima temporada de RuPaul's Drag Race en 2018. Debido a la popularidad del vestido de esponja de Monét X Change en el episodio uno, Hamasaki creó su propio vestido de esponja para la venta y donó las ganancias a Callen-Lorde. Fue eliminada en el tercer episodio después de perder un lip sync de "Celebrity Skin" de Hole contra Mayhem Miller. 
Después de Drag Race, Hamasaki apareció con Laverne Cox en el vídeo musical de "Bruised" de Mila Jam. Apareció en un comercial del proyecto It Gets Better de VH1, apoyando a los jóvenes LGBTQ. También estuvo en el video de "I Call Shade" de Trinity the Tuck en febrero de 2019.
Hamasaki recibió notoriedad por su serie autopublicada Bootleg Fashion Photo RuView basada en la webserie WOWPrsents publicada en YouTube Fashion Photo RuView con Raja y Raven. Ella reseñó los looks de la cuarta temporada de RuPaul's Drag Race, comenzando el 4 de diciembre de 2018 con Biblegirl666. Después comenzó a cubrir los looks de la undécima temporada de RuPaul's Drag Race el 2022 de febrero de 2019, con Blair St. Clair. Otras invitadas en el programa han sido Jaymes Mansfield, Cynthia Lee Fontaine, Dusty Ray Bottoms, Jessica Wild, Laganja Estranja, Jiggly Caliente, Vivacious, Alexis Michelle, Phi Phi O'Hara, Trinity the Tuck y Honey Davenport. Hamasaki apareció también en un episodio del original Fashion Photo RuView el 24 de noviembre de 2018, con Eureka O'Hara.
Hamasaki fue invitada al Life Ball 2019, junto a Alaska Thunderfuck.
En junio de 2019, Hamasaki fue una de las 37 reinas que aparecieron en la portada de la revista New York Magazine. Ese mismo mes, World of Wonder anunció que aparecería en su propia serie web, Sew What?, cuyo objetivo era "ofrecer a los espectadores consejos sobre cómo confeccionar una prenda de principio a fin". La serie se emitió durante seis episodios de noviembre a diciembre de 2019. 
También se la ha descrito como "costurera, bailarina y comediante".

### Música
En 2018, Hamasaki lanzó su primer sencillo "The Ankh Song", llamado así por su look de pasarela del episodio uno que se asemeja a un Ankh, señalado por los jueces.  El vídeo musical fue lanzado el 5 de abril de 2018.

## Vida personal
Yuhua es una persona de género no binario y usa pronombres indistintamente. Reside en la ciudad de Nueva York.

## Filmografía
| Año  | Título                  | Papel  | Ref    |
| ---- | ----------------------- | ------ | ------ |
| 2019 | Guys at Parties Like It | Conner | [ 26 ] |

### Televisión
| Año  | Título                                      | Papel                    |
| ---- | ------------------------------------------- | ------------------------ |
| 2012 | Big Ang                                     | Drag Queen               |
| 2013 | Los diarios de Carrie                       | Drag Queen               |
| 2014 | Blue Bloods                                 | Drag Queen               |
| 2015 | The Mysteries of Laura                      | Drag Queen               |
| 2017 | Saturday Night Live                         | Drag Queen               |
| 2018 | RuPaul's Drag Race (temporada 10)           | Concursante (12º puesto) |
| 2018 | RuPaul's Drag Race: Untucked (temporada 10) | Ella misma               |
| 2018 | Shade: Queens of NYC                        | Ella misma               |
| 2021 | The Mind, Explained                         | Ella misma               |
| 2022 | And Just Like That...                       | Drag Queen               |
| 2023 | And Just Like That...                       | Drag Queen               |

### Vídeos musicales
| Año  | Título                                      | Ref    |
| ---- | ------------------------------------------- | ------ |
| 2010 | "I'm Gonna Sh*t My Pants" – Sherry Vine     |        |
| 2011 | "Make Me Moan" – Sherry Vine con Peppermint |        |
| 2018 | "The Ankh Song" - Yuhua Hamasaki            | [ 23 ] |
| 2018 | "Bruised" – Mila Jam                        | [ 13 ] |
| 2019 | "I Call Shade" - Trinity The Tuck           | [ 15 ] |

### Series web
| Año           | Título                                                        | Papel               | Ref    |
| ------------- | ------------------------------------------------------------- | ------------------- | ------ |
| 2018          | Cosmo Queens                                                  | Invitada            | [ 27 ] |
| 2018          | Fashion Photo RuView                                          | Anfitriona invitada |        |
| 2018-presente | Bootleg Opinions (anteriormente Bootleg Fashion Photo RuView) | Anfitrión           |        |
| 2018          | Drag Queens React                                             | Invitada            | [ 28 ] |
| 2019          | Out of the Closet                                             | Ella misma          | [ 29 ] |
| 2019          | Localish (Potluck Premiere)                                   | Ella misma          | [ 30 ] |
| 2019          | Sew What?                                                     | Anfitriona          |        |
| 2020          | The Pit Stop                                                  | Ella misma          | [ 31 ] |
| 2023          | Glam Slam                                                     | Ella misma          | [ 32 ] |

## Discografía

### Singles
| Año  | Título          |
| ---- | --------------- |
| 2018 | "The Ankh Song" |